# آنزو

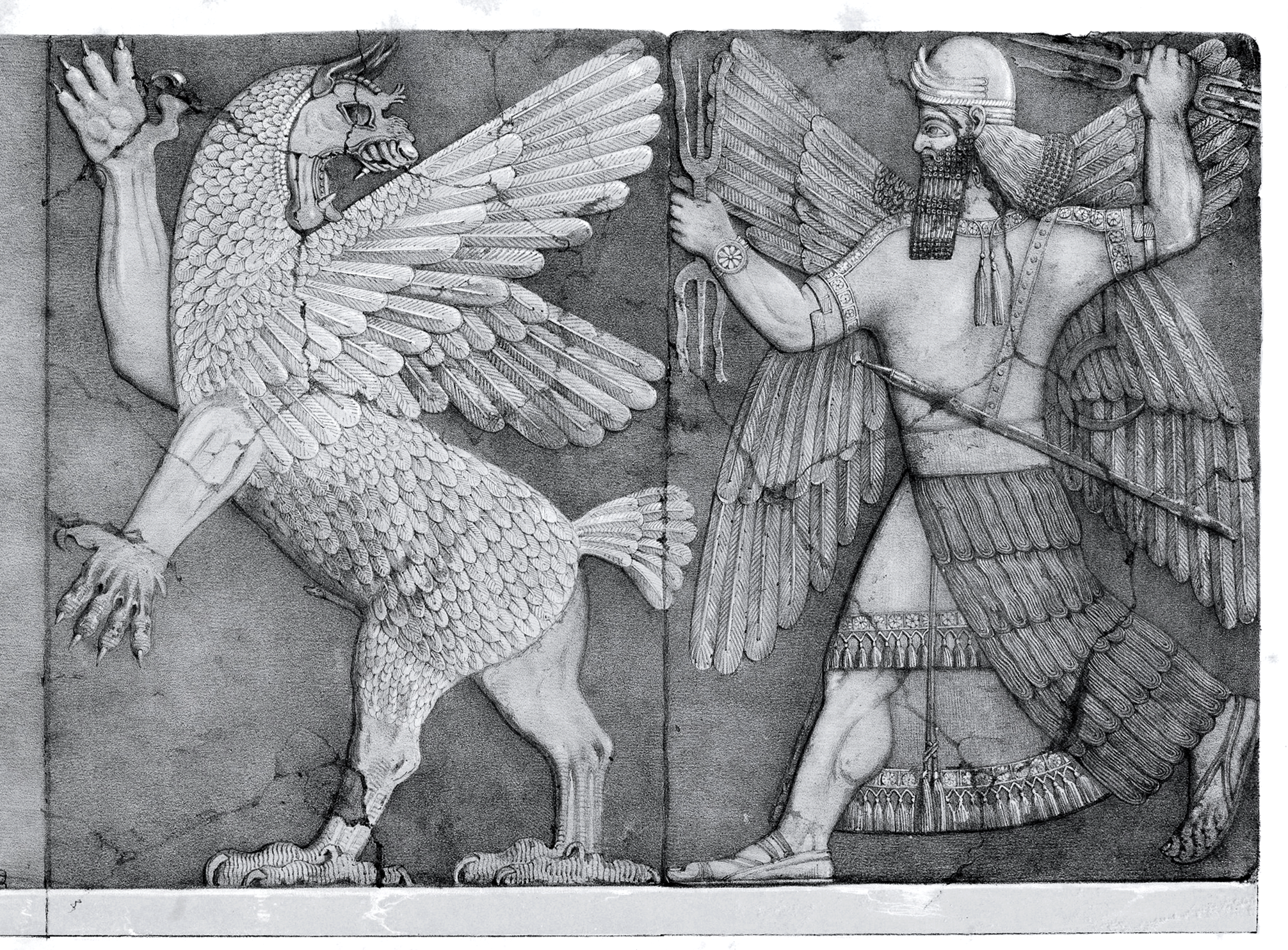
نینورتا با آذرخش خود به دنبال آنزو است که لوح سرنوشت‌ها را از آرامگاه انلیل دزدیده‌است. (آستن هنری لایارد، یادمان‌های نینوا، سری دوم. ۱۸۵۳).

آنزو یا ایم دوگود نام یکی از موجودات افسانه‌ای در داستان‌های سومری و اکدی است. او پرنده ای هیولا مانند است که دارای سر شیر و بدنی غول پیکر و بال است. چنانچه تکان خوردن بالهایش موجب ایجاد توفانه‌ای از شن و گردباد خواهد شد. در روایت استاندارد قهرمان حماسه نینورته خدای جنگ است. در روایت بابلی کهن قهرمان حماسه نین گیرسو خدای حامی شهر گیرسو در میان‌رودان مرکزی است. این روایت خلاصه نوشته شده و ما فقط بخش کوچکی از آن را در اختیارداریم.

## حماسه انزو
داستان با مقدمه ای آغاز می‌شود که نینورته را معرفی می‌کند و از اعجازهای نیرومند او سخن می‌گوید. سپس خدایان گزارش ولادت انزو را به انلیل می‌دهند که ظاهراً وی دارای صلابت قدرت و خشم بوده‌است. نخست انلیل را تشویق می‌کند که انزو را به عنوان محافظ شخصی خود برگزیند و انلیل انزو را به نگهبانی اتاق خود منصوب می‌کند. انلیل غالباً در حضور انزو در آب مقدس حمام می‌کند. انزو آرزومندانه نگاه می‌کند. چشمان او به ادوات قدرت انلیل خیره می‌شد تاج خدایی او جامه آسمانی او لوح تقدیر در دستانش؛ و انزو به خدای دور انکی پدر خدایان خیره شد و تصمیم گرفت قدرت انلیل را غصب کند. وی بزودی نقشه شیطانی خود را به اجرا درمی‌آورد. هنگامی که انلیل در آب مقدس حمام می‌کرد برهنه بود و تاج خود را بر تخت نهاده بود لوح تقدیر را به چنگ آورد و قدرت انلیل را با خود برد. انزو می‌گریزد و با نشان سلطنتی در آسمان مخفی می‌شود؛ و انو بلافاصله خواستار قتل انزو می‌شود. نخست به سراغ فرزند خود آدد می‌رود واز او می‌خواهد که با سلاح خود انزو را از بین ببرد اما آدد امتناع می‌کند. سپس ائا «خدای عقل» در اعماق هستی خود فکری را می‌پروراند. او بیلیت – ایلی الهه بزرگ مادر را احضار می‌کند و از او می‌خواهد تا نینورتهٔ مینه فراخ «فرزند محبوبش» را بیافریند. او این کار را انجام می‌دهد و سپس از نینورته درخواستی می‌کند. «معبری بساز و زمان مناسب را تعیین کن. بگذار بر خدایانی که من خلق کرده‌ام نور بتابد نیروی جنگی ویرانگر خویش را آماده کن و بادهای شرور خود را که بر او می‌تازانی بدرخشان انزوی جاه طلب را مغلوب کن و زمین را که من خلق کرده‌ام غرق در آب کن این مأوا را خردکن. بگذار وحشت بر او فرود آید گردباد ویران گر را علیه او برانگیز تیر خود را در چلهٔ کمان بگذار و آن را به زهر آلوده کن» نینورته که به این صورت برانگیخته شده‌است هفت باد شرور را که درگرد و غبار می‌رقصند برمی انگیزاند. او آرایش جنگی هولناکی ایجاد می‌کند. نینورته کمان خود را محکم می‌کشد و تیر دیگری رها می‌کند اما انزو که لوح تقدیر را در دست دارد به آسانی آن را دفع می‌کند. نینورته فرستاده‌ای نزد ائا می‌فرستد تا به او رهنمود دهد. سپس تیر نینورته از قلب و ریه انزو می‌گذرد و پرندهٔ شرور کشته می‌شود. نینورته لوح تقدیر را به دست می‌آورد و خبرهای خوشی را برای خدایان ارسال می‌کند؛ و نینورته وارث فرمانروایی مطلق می‌شود.